# Quibi
Quibi (/ˈkwɪbi/ KWIB-ee) va ser una plataforma streaming de curta duració centrada en la creació de contingut per veure en el format de dispositius mòbils. Va ser fundada lagos de 2018 a Los Angeles com a NewTV per Jeffrey Katzenberg i va ser dirigida per Meg Whitman, la CEO de la companyia. El servei va arribar a guanyar $1.75 bilions provinent d'inversos. El seu llançament oficial va ser el 6 d'abril de 2020.
El 21 d'octubre de 2020, sis mesos després del seu llançament, Katzenberg va anunciar la plataforma tancaria el dia 1 de desembre de 2020, després de un nombre massa poc ambiciós i progressiu de subscriptors.

## Història

### Pre-Llançament
Quibi va ser fundada l'agost de 2018 sota el nom de NewTV per Jeffrey Katzenberg, i dirigida per Meg Whitman, la CEO de la companyia. L'octubre de 2018, NewTV va ser rebatejat com a Quibi. El servei va apuntar a un públic més jove demogràficament, amb contingut repartit en episodis de 10 minuts de durades anomenats com a "quick bites" (precedent de Quibi, nom derivat de "QUI-ck BI-tes").
El 2018, Quibi va guanyar 1 bilió de dòlars a partir del finançament d'estudis de Hollywood importants, empreses de televisió, empreses de telecomunicacions, empreses de tecnologia, bancs, i altres inversors incloent-hi: The Walt Disney Company, 21st Century Fox, NBCUniversal, Sony Pictures, Time Warner, Viacom, eOne, Lionsgate, MGM, Madrone Capital, Goldman Sachs, JPMorgan Chase, Alibaba Grup, Liberty Global i ITV.
El 2019, Quibi va anunciar el seu futur llançament l'abril del 2020 amb dues opcions de preu de subscripció. El 8 de juliol de 2019, BBC Studios va fer públic que havia invertit en Quibi. A finals d'aquest mateix any, Quibi va anunciar que havia venut tot l'inventari publicitari del primer any de la plataforma, el qual sumava fins a arribar als 150 milions de dòlars.
El 2020, Quibi va presentar a CES els seus plans de llançament, inclosos detalls sobre el contingut, la tecnologia i les asociacions amb altres empreses. El març de 2020, Quibi va anunciar una associació amb l'empresa de telecomunicaciones canadenca BCE, on la seva divisió Bell Media, produiria contingut canadenc sobre esports i notícies pel servei (via CTV News i TSN respectivament); a més del tracte en el qual Bell Mobility seria l'associat exclusiu de màrqueting de telecomunicació canadenc de Quibi.

### Llançament
Quibi va llançar-se de cara al públic el 6 d'abril de 2020, estant disponible als Estats Units i a Canadà. Una versió americana sense anuncis de la app va fer-se disponible en el Regne Unit, Irlanda, Austràlia, Alemanya, entre altres països, el mateix 6 d'abril de 2020. TechCrunch va informar que Quibi va tenir 300,000 descàrregues i "va arribar al núm.3 dins l'App Store" el dia del seu llançament. El 14 d'abril, l'empresa va anunciar 1.7 milions de descàrregues de la seva app en la setmana del llançament. En la Play Store de Google, Quibi va arribar al núm.11 dins el rànquing de d'aplicacions més descarregades el 16 d'abril.
L'aplicació de Quibi va sortir de la lista de les 50 aplicacions d'IPhone més descarregades en els Estats Units una setmana després del llançament de l'app. Segons l'empresa analítica Sensor Tower, a inicis de maig, l'app es trobava al núm.125 del rànquing. Sensor Tower també va determinar com l'aplicació havia estat instal·lada per 2.9 milions d'usuaris, tot i que Quibi afirma una xifra més propera als 3.5 milions. Dels qui havien instal·lat el app, Quibi diu que 1.3 milions eran perfils actius dins la plataforma. Katzenberg va reconèixer com l'actuació "no es va apropar a què volíem," declarant, "atribueixo tot que ha anat malament al coronavirus"—una referència a la pandèmia de la COVID-19 que molestava dins les rutines diàries durant l'època del llançament. Whitman era més postiva respecta la valoració i les dades inicials del llançament.
Per tal d'ajustar el servei als usuaris i oferir-los la possibilitat de compartir el contingut de l'app a diferents xarxes socials, a més de poder mirar les séries de Quibi a la televisió addicionalment a els mòbils, la plataforma va dur a terme diferents modificacions en l'app. Una característica que va afegir-se va ser l'opció de sincronitzar la reproducció de les sèries de la plataforma a la TV a partir d'AirPlay i Chromecast, essent l'orientació de la pantalla el format de la visualització preestablert. Quibi també va desenvolupar la seva pròpia funció de realitzar captures de pantalla.
A inicis de juny, es va informar que l'empresa va implementar retallaments de sou voluntaris als seus executius. Katzenberg i Whitman van declarar que mentre Quibi estava "en una bona situació financera" els executius sèniors de l'empresa s'havien ofert voluntaris per "reduir un 10% el seu sou perquè és la cosa correcta per fer." L'empresa va evitar reduir el nombre d'empleats, encara que l'app es trobava fora de les 1.000 millors aplicacions del rànquing de Sensor Tower. Aquell mateix mes, es va notificar que la plataforma contava amb poc més de 2 milions de subscriptors, molt lluny de la projecció inicial de 7,4 milions d'abonats en el seu primer any. Des de gener fins a mitjans de juny, Quibi va guanyar 750$ milions addicionals en finançament. El juliol de 2020, Sensor Tower va informar que aproximadament el 8% dels primers usuaris de Quibi s'havien convertit en subsriptors abonats i no només usuaris durant la prova gratuïta. Al mateix temps, la companyia analítica Antenna va informar que el 27% dels "usuaris del dia 1, 1 dels 90 dies de prova gratuits, es van convertir en els usuaris prova de la plataforma", encara que Quibi va declarar aquestes dades com a inexactes. A més, durant el juliol de 2020, un jutge federal va negar la sol·licitud de la instrucció preliminar d’Eko.
A inicios d'agost, una versió gratuïta, amb publicitat, d'aquest servei va ser llançada al públic d'Austràlia i Nova Zelanda, essent el prez de la versió sense anuncis de l'app reduït. Segons informes del The Wall Street Journal i Recode, durant el setembre de 2020, la plataforma buscava un potencial comprador d'entre altres possibilitats com recaptar més fons o convertir-se en una empresa pública recolzant-se en una empresa fantasma. L'informe va declarar que Quibi va obtenir 200$ milions en els fons disponibles.
Durant l'octubre, Quibi va ser disponible a Apple TV, Amazon Fire TV, i a Google TV.

### Tancament
El dia 21 d'octubre de 2020, només sis mesos després del llançament de Quibi, The Wall Street Journal va informar que la plataforma de streaming tancava. Més tard, aquell dia mateix, aquesta notícia va ser confirmada per ambdós, Katzenberg i Whitman. Katzenberg va afirmar a Deadline Hollywood, "no  havia cap qüestió per mantenir-nos estables que ens hagi aportat un resultat diferent, només m'aniria a gastar una gran quantitat de diners sense mostrar cap valor cap a ell. Així que, tret de les persones que han aportat aquesta extraordinària quantitat de capital de fer-ho, això és irresponsable i nosaltres dos sentíem que no era correcte fer-ho." En l'entrevista, Katzenberg també va citar el mal moment del llançament de la plataforma durant la pandèmia com un factor contribuent al tancament. En el moment que el tancament de l'app es va anunciar, Quibi comptava amb aproximadament 500.000 d'usuaris subscrits.

El dia 21 d'octubre de 2020, només sis mesos després del llançament de Quibi, The Wall Street Journalva informar que la plataforma de streaming tancava. Més tard, aquell dia mateix, aquesta notícia va ser confirmada per ambdós, Katzenberg i Whitman. Katzenberg va afirmar a Deadline Hollywood, "no  havia cap qüestió per mantenir-nos estables que ens hagi aportat un resultat diferent, només m'aniria a gastar una gran quantitat de diners sense mostrar cap valor cap a ell. Així que, tret de les persones que han aportat aquesta extraordinària quantitat de capital de fer-ho, això és irresponsable i nosaltres dos sentíem que no era correcte fer-ho." En l'entrevista, Katzenberg també va citar el mal moment del llançament de la plataforma durant la pandèmia com un factor contribuent al tancament. En el moment que el tancament de l'app es va anunciar, Quibi comptava amb aproximadament 500.000 d'usuaris subscrits.
L'anunci del tancament va deixar a les mans del destí el futur, l'existència i continuïtat de programació de Quibi dins “l'infern del desenvolupament”, ja que Quibi no posseeix els drets de cap element de la seva programació a causa dels tractes amb els creadors de la programació original i la llicència i permís que els van atorgar de mantenir el copyright del seu contingut i distribuir-lo a partir del seu tracta els creadors de la seva programació original els van permetre per retenir el copyright al seu contingut i distribuir-lo de forma tradicional al cap d'uns anys. L'endemà, el 22 d'octubre, es va anunciar la data oficial del tancament del servei "els voltants o el mateix" 1 de desembre.

## Contingut
Quibi va gastar més de 1 bilió de dòlars en encàrrecs de contingut original en el seu primer any, essent un total de 8.500 episodis de curta duració, incloent més 175 espectacles. A diferència de moltes de les plataformes de vídeo en streaming actuals, el contingut de Quibi va ser realitzat concretament per dispositius mòbils i podria ser visualitzat des del tradicional aspecte horitzontal 16:9, o, com a element innovador, en un marc veritcal amb proporció 9:16 (amb l'usuari capaç de canviar entre els dos formats dins el mateix vídeo). En comptes d'episodis de televisió de 30/40 minuts o pel·lícules de dues hores, el contingut de Quibi va ser crear amb la voluntat d'oferir episodis de 10 minuts o menys.
Quibi va encarregar la creació d'un programa de notícies significatiu de la plataforma per oferir un element més a l'usuari a part de la seva línia d'entreteniment. El resultat va ser una baixa audiència i interès en aquest contingut de noticiari
Abans de l'estrena de la plataforma, aquesta contava amb grans noms, inclosos Steven Spielberg, Guillermo del Toro, Catherine Hardwick, Chrissy Teigen, Bill Murray, LeBron James, i Sophie Turner.
El juliol de 2020, Quibi va ser nominat per 10 Premis Emmy en 3 categories diferents: Excepcional sèrie de comèdia o drama de curt format, Excepcional actor de comèdia o drama de curt format, i Excepcional actriu de comèdia o drama de curt format. La seva sèrie, FreeRayshawn, va guanyar dos d'aquests premis el 20 de setembre de 2020.
Reed Duchscher, CEO de Night Media, va declarar que l'empresa havia intentat portar contingut del YouTuber MrBeast a la plataforma, però que la proposta va ser refusada. A més, Rad Sechrist, creador de Kipo and the Age of Wonderbeasts, va dir que ell i el seu equip de producció havien parlat a Quibi, però que van ignorar la sèrie.

## Vídeo de curt format
Com la provinencia del nom de l'app indica, "Quick Bites", la plataforma es basa en contingut audiovisual de curta duració. Originalment la plataforma es va concebre com un servei que oferia contingut audiovisual dissenyat per a telèfons de fins i tot menys de 10 minuts de durada, essent un servei innovador respecte altres continguts que poden oferir plataformes com Netflix o HBO, entre d'altres, les quals requereixen un cert grau de compromís. La pròpia plataforma ha descrit el seu contingut com a "capítols dins una pel·lícula", essent així una manera fàcil, pràctica i innovadora de prestar entreteniment a la societat del segle xxi. És una revolució en la manera com l'usuari consumeix televisió.
Com el periodista tecnològic Jared Newman va dir "l’atractiu dels vídeos de curta duració que ofereix la plataforma Quibi com a alternativa a les sèries de llarga duració de Netflix és comprensible, aquest motiu explica el perquè alguns directors, productors i actors l'elogien com una potencial revolució."
L'element que destacava de l'app era el disseny de vídeos en format curt, tanmateix com la possibilitat de canviar en temps real entre la visualització horitzontal i la vertical com el seu diferencial clau. Els fundadors van creure que aquesta tecnologia satisfaria els consumidors, ja que facilitaria el consum del contingut mentre viatjaven i es trobaven amb el seu dia a dia.
La pròpia CEO de la companyia parlava del contingut de la app com a aquell entre pauses, per "matar el temps" i omplir aquelles estones sense res a fer.
La idea va ser concebuda per a ser un servei adaptat a la nova era i a un contingut que l'usuari globalitzat demandava, entreteniment ràpid i accesible. La plataforma s'adequa a la societat amb aquest nou format, intenta aportar un nou contingut d'entreteniment que pot fromar part del dia a dia de cada persona. És una innovación no només en la seva tecnologia i format, sinó en l'originalitat d'explicar històries i la nova narrativa. El servei s'adapta a les noves necessitats del tecnonauta que consumeix contingut en el telèfon mòbil.
La societat cada vegada consumeix contingut més breu, el servei d'oferir programes i sèries en aquest format és nou, però gravar i virilizar contingut via en línia és popular en totes les persones que posseeixen un dispositiu mòbil.
Tot i ser una plataforma que treballa dins el curt format, es garanteix que l'objectiu del servei és sempre oferir qualitat. No vol ser una xarxa d'entreteniment més, vol ser una plataforma de continuos streaming de qualitat, sense desbancar el cinema tradicional.

## Sèries originals
- #FreeRayshawn

Guanyadora d'un Emmy, la sèrie de 15 capítols tracta sobre Rayshawn Morris (Stephen James), un veterà afroamericà de la guerra iraquiana, que és detingut quan es troba al seu apartament juntament amb la seva família després d'un altercat amb la policia de Nova Orelans. Mentre es prepara per fer la seva última declaració a judici, Rayshawn recorre a les xarxes socials i a l'ajut d'un simpàtic tinent de policia per tal de netejar el seu nom abans que sigui massa tard.
- Survive

Jane (Sophie Turner) i Paul (Corey Hawkins), són els únics supervivents d'un accident d'avió que els aïlla en una remota muntanya nevada. Per tal de sobreviure, aquest estrany duo haurà de trobar la manera de tornar a la civilització des del mig del no res. Aquest no serà l'únic problema dels personatges, ja que la mateixa Jane lluita amb la depressió i els seus propis dimonis personals, mentre que Paul farà el possible per mantenir-la segura.
- Dummy

Una aspirant a escriptora, Cody (Anna Kendrick), es fa amiga de la nina sexual de la seva parella i les dues viuen experiències juntes. La sèrie es basa en una experiència real entre Heller i la seva parella Dan Harmon, quan la noia va descobrir que tenia una nina sexual.
- When the Streets Lights Go on

Després de l’assassinat d’una noia jove (Kristine Froseth) i el seu professor que afecta a un poble sencer, la germana de la víctima (Sophie Thatcher) i els seus companys d'Institut han de lluitar per tornar a la normalitat mentre están a l'últim curs, tot enmig de la investigació de l’assassinat.
- The Fugitive

Quan una bomba esclata al metro de Los Angeles, Mike Ferro (Boyd Holbrook), només vol assegurar-se que la seva dona, Allison (Natalie Martinez), i la filla de 10 anys estan segures. Mike és acusat erròniament i públicament, com a autor d'aquest atemptat a través de la desinformación que viatja per les xarxes socials. Per tal de sobreviure, ha de demostrar la seva innocència descobrint l’autor real, abans que el llegendari policia que dirigeixi la investigació el pugui capturar; és un fugitiu.
- Most Dangerous Game

Dodge Tynes (Liam Hemsworth) és un home de Detroit amb unes circumstàncies familiar precaria que pateix un càncer de cervell terminal. En aquesta situació, accepta l'oferta d'un encantador home de negocis anomenat Miles per participar en una gran caça en què ell mateix és la presa.
- 50 States of Fright

La sèrie de terror se centra en històries basades en llegendes urbanes dels diferents estats dels Estats Units, endinsant als espectadors en els horrors que s’amaguen sota la superfície de la realitat.
- Royalties

Els compositors Sara (Kether Donohue) i Pierce (Darren Criss) s'endinsen dins el món musical i accepten el repte de crear noves composicions per a les grans estrelles del pop.
- Flipped

Dos autoproclamats experts en renovació d’habitatges, amb intenció d’obtenir la fama, són segrestats pels membres d'un càrtel de la droga i es veuen obligats a renovar les seves cases.
- Chrissy's Court

Chrissy Teigen és la jutge per un cas de reclamacions on els demandants, els acusats i les disputes són reals.

## Recepció
Les reaccions dels usuaris de Quibi han estat negatives i positives. Mentre hi ha hagut una crítica realment positiva pel que fa a la programació original de la pàgina, el servei en sí va ser criticat pel seu preu de subscipció, a més de la limitació d'un ús únic a partir d'un dispositiu smartphone, excloent una fácil accessibilitat pels seus usuaris en comparació a altres plataformes lliures com són YouTube i TikTok.
El novembre 2020 el Wall Street Journal va suggerir altres arguments per justificar la clausura de la plataforma, esmentant erròniament com la programació i les opcions tecnològiques que oferia el servei apel·larien a un públic de consumidors joves, a més d'un alt cost publicitari.

### Demanda
Quibi va iniciar una demanda contra el desenvolupador de vídeo Eko el 9 de març de 2020, en la qual es sol·licitaven 3 factors: una declaració on es notifiques que Quibi no infringia la tecnologia patentada de Eko, una ordre on Eko havia de retirar una queixa formalitzada a l'App Store de la companyia Apple, a més d'unca compensació monetària pels danys encara sense especificar la quantitat.
Quibi va presentar de forma preventiva la seva demanda, Quibi Holdings, LLC contra Interlude US, Inc. (d/b/a Eko), al Tribunal de Districte dels Estats Units per al Districte Central de Califòrnia. Eko va presentar el seu propi recurs independent, però relacionat a la causa presentada per Quibi, JBF Interlude 2009 Ltd - Israel contra Quibi Holdings, LLC, un dia després (10 de març), al·legant que Quibi va robar la seva tecnologia després que Eko la presentés als empleats de Quibi, inclòs Katzenberg.
El 3 de maig de 2020, Elliott Management va anunciar que financiaria la demanda d'Eko a canvi d'equitat en l'empresa.